# 145962 Lacchini
145962 Lacchini è un asteroide della fascia principale. Scoperto nel 1999, presenta un'orbita caratterizzata da un semiasse maggiore pari a 2,2543124 UA e da un'eccentricità di 0,3260454, inclinata di 24,84491° rispetto all'eclittica.